# Абу-Секкін Мухаммад III
Абу-Секкін Мухаммад III (д/н — 1884) — 19-й мбанго (володар) і султан Багірмі в 1858—1870 і 1871—1884 роках. Його лакаб Абу-Секкін перекладається як «Батько ножа».

## Життєпис
Походив з династії Кенга. Син мбанго Абдул-Кадира II. Після загибелі батька 1857 рокурозпочав боротьбу з Шаріфом ад-Діном та його послідовниками, що бажали створити державу Магді або приєднати Багірмі до халіфату Сокото. Лише 1858 року Мухаммад III здобув остаточно перемогу над ними.
В подальшому зберігав мирні відносини з Борну і Вадаєм, визнаючи номінальну зверхність їх. Більше уваги приділяв розвитку торгівельних відносин з сусідами, насамперед рабами.
1870 року повалений родичем Абдул-Рахманом III. Але 1871 року за підтримки військ Вадаю відновився на троні. Того ж року прийняв в військовому таборі німецького мандрівника й дослідника Густава Нахтігаля.
Для наповнення скарбниці з метою сплатити домовлену данину султанату Вадай розпочав значні рейди з метою захоплення рабів. Основним напрямком були долини річок Ухам і Убангі-Шарі — до Кумри та Мойсали. Їх масштаби зменшено було лише після 1875 року.
З 1880 року почиаються конфлікти з Рабіхом аз-Зубайром, що на північний схід від Багірмі створив власну державу, загони якої здійснювали набіги на сусідів. також Рабіх був пов'язаний з Махдійською державою в Судані, що також викликали підозри Мухаммада III. Помер він 1884 року. Трон перейшов до його сина Буркоманди IV